# Aston Sandford
Aston Sandford est une paroisse civile et un village du Buckinghamshire, en Angleterre.